# Farmersville (Ohio)
Pour les articles homonymes, voir Farmersville.
Farmersville est un village américain situé dans le comté de Montgomery, dans l'Ohio. Selon le recensement de 2010, sa population est de 1 009 habitants.